# Yoshika Matsubara
Yoshika Matsubara (松原 良香 Matsubara Yoshika?), född 19 augusti 1974, är en japansk tidigare fotbollsspelare.
I juli 1996 blev han uttagen i Japans trupp till fotbolls-OS 1996.